# 童軍活動方法

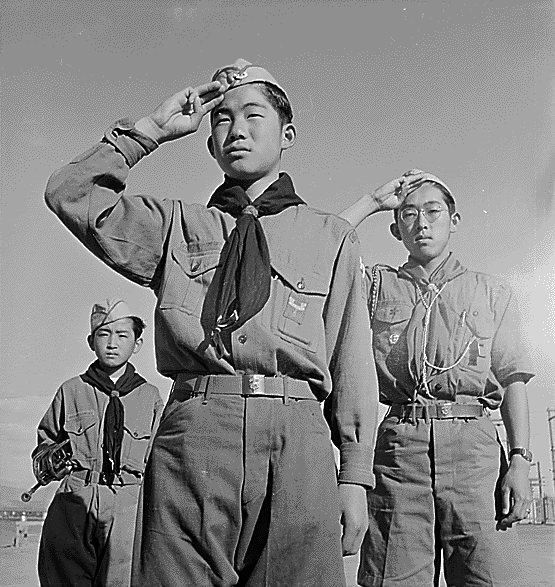
第二次世界大戰時期的童軍

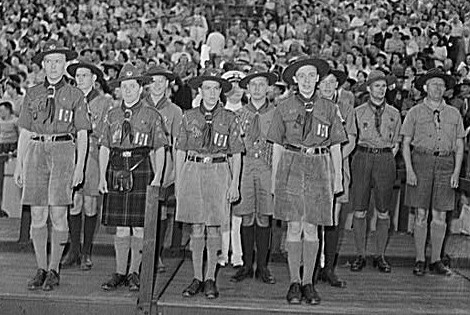
底特律的英國童軍

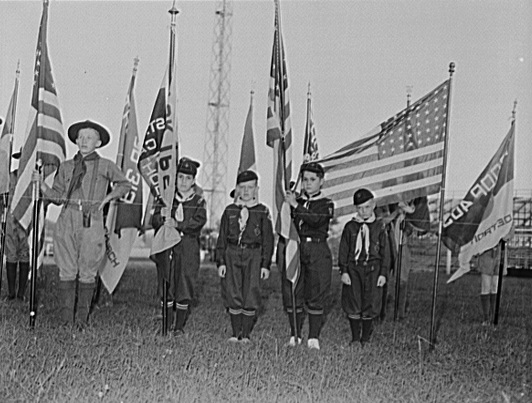
美國童軍

童軍活動方法是使用於童軍活動的非正式教育系統。童軍活動的宗旨是人格訓練，成為一個獨立自主的人，並且能幫助別人。因此童軍將會變成「健康、快樂和樂於助人的公民」。
童軍活動方法在上述的宗旨之下，建議以在原始的戶外環境中進行具吸引力的遊戲來達到目的，給予童軍學習和自我解決問題的挑戰。因此，一位童軍會被給予獨立、領導能力、自我學習的野心、有明確目標的規律，以及領袖的事蹟等東西。根據童軍活動創始人羅伯特·貝登堡的說法，童軍活動方法是在自然的、無意識的狀況下運作：效法自然，是依循著童軍的自然鼓舞力量，無意識的運作使得童軍不會注意到這是教育的一個方法。
童軍規律具體化了全球童軍活動的共同價值，並且與其他童軍連結在一塊。強調「從做中學」，提供了童軍更多的經歷和適應動手做的體驗，以實際的方式學習和建立自信心。小型團體建立了一致性和有如兄弟情誼的氛圍，有助於發展責任、性格、自信心和自我信賴、可信賴和敏捷；這些最後能導向擁有合作精神和領導能力。多樣化的活動所組成之具吸引力的計劃，拓展童軍的眼界，並且使童軍更願意融入在團體之中。活動和遊戲發展童軍的敏捷性，並且提供一個快樂的方式去發展童軍技能。在戶外環境的情境之下，這些技能也提供了自然和環境的接觸。